# Mạnh Minh Thị
Mạnh Minh Thị (chữ Hán: 孟明視; ? - ?), họ Bách Lý, tên Thị, tự là Mạnh Minh, quê quán ở nước Ngu, là tướng nước Tần giữa thời Xuân Thu, con của tướng quốc nước Tần Bách Lý Hề, tên là Bách Lý Thị (百里視).

## Binh nghiệp
Năm 628 TCN ông phụng mệnh vua Tần Mục công cùng với Tây Khuất Thuật và Bạch Ất Bính dẫn quân tập kích nước Trịnh, thương nhân của Trịnh là Huyền Cao đi buôn giữa đường biết được, bèn tự xưng làm sứ giả tới hội kiến quân Tần, Mạnh Minh lấy cớ nước Trịnh đã có phòng bị nên tiện đường chiếm luôn cả nước Hoạt rồi mới rút quân về nước.
Lúc trở về đi qua đất Hào bất thình lình bị quân nước Tấn phục kích, thua trận và bị bắt làm tù binh. May nhờ Văn Doanh khéo lời nài xin, Tấn Tương công đành thả họ ra. Sau đó do nghe lời khuyên của Tiên Chẩn, Tương công mới phái Dương Xử Phụ mang quân đuổi bắt, khi vừa đến bờ sông Hoàng Hà thì cả ba tướng Tần đã lên thuyền trốn thoát qua sông. Tần Mục công cho rằng đó là lỗi lầm của mình nên không trách phạt các tướng và vẫn trọng dụng Mạnh Minh.
Năm 626 TCN Mạnh Minh Thị lại dẫn quân đánh Tấn để báo thù trận đất Hào năm ngoái. Ngày 7 tháng 2 đánh nhau với quân Tấn tại Bành Nha nhưng đại bại phải rút về. Tần Mục công vẫn không trách cứ mà còn trọng dụng ông như trước. Mạnh Minh cảm thấy hổ thẹn vì vậy nỗ lực tu sửa chính sự, chỉnh đốn quân đội và tích trữ lương thảo nhằm chuẩn bị thảo phạt nước Tấn lần nữa.
Năm 624 TCN Mạnh Minh phụng mệnh cất quân đánh Tấn lần thứ ba. Để biểu thị quyết tâm phục thù rửa hận, sau khi qua sông Hoàng Hà ông đã cho đốt hết thuyền bè, nhờ thế nhanh chóng đánh chiếm được đất Vương Cung và đất Giao mà quân quân Tấn không dám xuất trận. Quân Tần qua sông ở Mao Tân đắp mộ đánh dấu các tướng sĩ tử vong tại đất Hào năm trước rồi mới về nước. Rốt cục đã rửa được cái nhục trận chiến đất Hào. Qua trận đánh này, Tần Mục công từ đó trở thành lãnh tụ của các nước Tây Nhung.